# El Jicaral
El Jicaral è un comune del Nicaragua facente parte del dipartimento di León.